# Fair play financeiro
Fair play financeiro é um conjunto de regras estabelecidas para evitar que os clubes de futebol profissional gastem mais do que arrecadam na busca do sucesso e, ao fazê-lo, não tenham problemas financeiros que possam ameaçar a sua sobrevivência a longo prazo. Alguns argumentaram que o fair play financeiro foi instituído para impedir o "doping" financeiro de fontes externas que injetam dinheiro em clubes menores. Os regulamentos preveem sanções a serem tomadas contra clubes que excedam os gastos, ao longo de várias temporadas, dentro de um quadro orçamentário definido. 

## Na UEFA
Uma análise da UEFA de 2009 mostrou que mais de metade dos 655 clubes europeus sofreram perdas em relação ao ano anterior e, embora uma pequena proporção tenha sido capaz de suportar grandes perdas ano após ano como resultado da riqueza de seus proprietários, acredita-se que pelo menos 20% dos clubes pesquisados estejam em perigo financeiro real. Para se ter uma ideia, um relatório da Deloitte indicou que a dívida total entre os 20 clubes da Premier League para a temporada de 2008-09 foi de cerca de £ 3,1 bilhões.
Por conta disso, os regulamentos de fair play financeiro da UEFA foram acordados em setembro de 2009 pelo Painel de Controle Financeiro do órgão regulador do futebol na Europa (União das Associações Europeias de Futebol — UEFA).
A implementação dos regulamentos ocorreu no início da temporada de futebol de 2011-12. A penalidade mais severa é a desqualificação das competições europeias. Outras penalidades incluíam multas, retenção de prêmios em dinheiro e banimento de transferências de jogadores.
Embora as intenções de incentivar maior cautela financeira no futebol tenham sido bem recebidas, o fair play financeiro foi criticado como ilegal por limitar o mercado interno, não reduzir a dívida real dos clubes de futebol e proteger o status quo. Assim, em 2015, a UEFA anunciou que o FFP seria "facilitado". Um artigo do jornal Times alegou que isso foi em resposta a uma série de ações judiciais.